# Fighting Fate

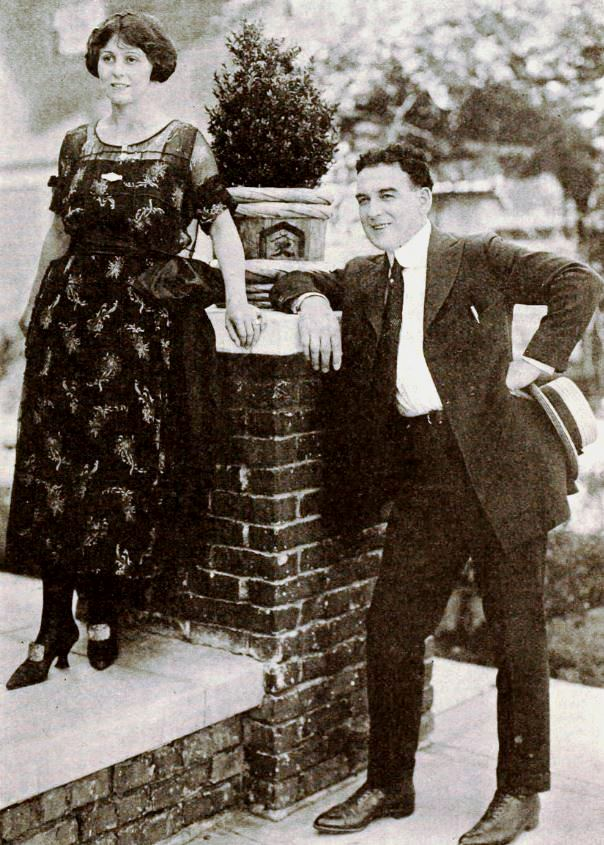
Edith Johnson e William Duncan, em foto publicada na Exhibitors Herald em 1920, época em que começavam as gravações de Fighting Fate. Eles se casariam em 1921

Fighting Fate (bra Lutando contra o Destino) é um seriado estadunidense de 1921, gênero ação, dirigido por William Duncan, em 15 capítulos, estrelado por William Duncan, Edith Johnson e Ford West. Produzido e distribuído pela Vitagraph Studios, veiculou nos cinemas estadunidenses entre 3 de janeiro e 14 de abril de 1921.
Este seriado é considerado perdido.

## Elenco
- William Duncan	 ...	Kern Lambert / Judson Cross
- Edith Johnson	 ...	Josie Mahoney
- Ford West	 ...	Lew Muggins
- George Stanley	 ...	Brand X. Mahoney
- Larry Richardson	 ...	Van Orion
- Frank Weed	 ...	Snag Lippen
- William McCall	 ...	Detetive Lassiter
- Will Badger
- Charles Dudley
- C.L. Davidson
- Burwell Hamrick
- Laddie Earle
- Jeanne Carpenter

## Capítulos[3]
1. A Borrowed Life
2. Playing the Game
3. A Modern Daniel
4. A Desperate Dilemma
5. Double Crossed
6. The Crown Jewel Clue
7. A Demon's Bluff
8. The Treasure Hunt
9. The Air Avenger
10. The Stolen Bride
11. A Choice of Death
12. Indian Vengeance
13. Mystery Mountain
14. When Thieves Fall Out
15. Cleaning the Bolt